# Stenalcidia rotunda
Stenalcidia rotunda là một loài bướm đêm trong họ Geometridae.